# Angered
För andra betydelser, se Angered (olika betydelser).
Angered är en stadsdel i nordöstra delen av Göteborgs kommun. Stadsdelen bildar tätorten Nordöstra Göteborg och har en areal på 2 065 hektar. Angered tillhörde fram till 2015 tätorten Göteborg, men bröts därefter ut och bildade en egen tätort, då SCB gjorde en ny tolkning av tätortsdefinitionen.
Angered gränsar i väst till Göta älv, i norr till Ale kommun, i öst till Lerums kommun och i söder till stadsdelarna Bergsjön och Kortedala i Göteborgs kommun.

## Historia
I Angereds socken bildades 1863 Angereds landskommun som 1967 inkorporerades i Göteborgs stad. Landskommunen var belägen i Älvsborgs län och gränsade i söder till Göteborgs stad och Partille kommun, i norr till Nödinge kommun, i nordost till Bergums landskommun och i väster till Göta älv, vilken utgjorde gräns mot Säve kommun i Göteborgs och Bohus län. Angereds och Bergums församlingar var en komministratur inom Stora Lundby pastorat fram till 1865, då de blev eget pastorat.
På 1550-talet bestod Angereds by av fyra gårdar: Angered Stommen, Gustegården, Larsgården och Angered Eriksgården. Området hade 601 invånare 1749, 1 222 invånare 1895, 17 719 invånare 1977 och 49 926 invånare 2013 och omfattar en yta på cirka 4 000 hektar.

### Äldre kvarnar
Norra Rysered (2), Södra Gunnared (1), Surte Postgården (1), Uppegården med Skårdal Nedergården (1), Linnarhult (1), Gunnilse Nedergården (1), Guntsered (1), Espered (4), Bläsebo (1), Håkan i Lerje med Anders Nilssons gård (1), Östra Eriksbo (1), Norra Steken (1), Södra Steken (2), Lilla Tholeree (2), Angereds by (2), Gunnilse Wästergården (1), Anered (1) och Rågården (1).

### Inkorporeringen med Göteborg
På 1960-talet hade Göteborgs kommun brist på mark för sitt planerade bostadsbyggande. Mark hade exproprierats i Högsbo och Västra Frölunda till stora kostnader. Stadssekreteraren Torsten Henrikson (S) utarbetade därför en hemlig plan om att köpa upp jordbruksmark i Angered och Bergum. Han såg till att chefredaktören för Göteborgs-Posten, Harry Hjörne (FP), var införstådd med planen. I mitten av 1960-talet hade man förvärvat 2600 objekt till ett fördelaktigt pris på 60 miljoner kronor och därmed förhindrat markspekulation. Det innebar att staden genom bulvaner ägde 45 procent av landarealen i Angered och 30 procent i Bergum (85 procent av de byggbara markområdena) och man fick statsmakten att ta det eftersträvade införlivningsbeslutet och Angered och Bergum inkorporerades den 1 januari 1967 med Göteborg. Den 21 november 1965 hade Stockholms-Tidningen rubriken: "Markkupp i Chicagostil klarade bostadskris" och Dagens Nyheter hade den 3 juni 1979 en artikel med rubriken: "Han gjorde Sveriges djärvaste markkupp - och fick Hjörne och GP att hålla tyst om saken"..

### Bebyggelsehistoria
Det första spadtaget för ett av de nya områdena (Hjällbo) togs den 14 oktober 1965 av Torsten Henrikson. Tusen lägenheter planerades i första etappen, byggda av Bostadsbolaget och i genomsnitt med en lägenhetsyta om 85 kvadratmeter. Lärjeåns sidoraviner fick fyllas igen för att bli slät mark till byggnationen. Området fick även ett butikshus med 700 kvadratmeter golvyta, låg- och mellanstadieskola, daghem, lekskolor och barnavårdscentral. Den första större bostadsrättsföreningen i Angered var Riksbyggens Angeredshus nr 1 med 10 995 kvadratmeter lägenhetsyta fördelat på 161 lägenheter. Föreningen var inflyttningsklar 1965, till en kostnad av 9,6 miljoner kronor.
Områdena planerades för över 100 000 invånare, Angered bebyggdes utifrån och in och från söder mot norr; Hjällbo 1966, Hammarkullen 1968, Gårdsten 1969, Lövgärdet 1970 och Rannebergen 1971. Expansionen avstannade dock, och bostadsområdena blev isolerade stadsöar i den omgivande landsbygden. I efterhand byggdes ett stadsdelscentrum 1978, Angereds Centrum, där spårvagnslinjen fick sin ändstation.

## Ortnamnet
Angered har fått sitt namn efter kyrkbyn som år 1415 skrevs Awngaryd. Det gamla namnet är möjligen bildat av ett fornsvenskt personnamn, sannolikt Agund samt ordet ryd, röjning.

 En annan tolkning av förleden är att det kommer av det fornnordiska ordet avungar som skulle ha betecknat 'de som bor vid aven (eller avarna)'. Aven = vattensamlingen.

## Administrativ indelning

### Tidigare stadsdelsnämndsområde, primärområden och nuvarande stadsområde
Angereds stadsdelsnämndsområde, som existerade fram till årsskiftet 2020/2021, bestod av primärområdena Angereds Centrum, Agnesberg, Bergum, Eriksbo, Gårdstensberget, Gunnilse, Hammarkullen, Hjällbo, Linnarhult, Lövgärdet och Rannebergen. Det utgjorde en sammanslagning av de tidigare stadsdelsnämndsområdena Gunnared och Lärjedalen.
Primärområdena ingår sedan den 1 januari 2021 i stadsområde Nordost.

### Stadsdelar

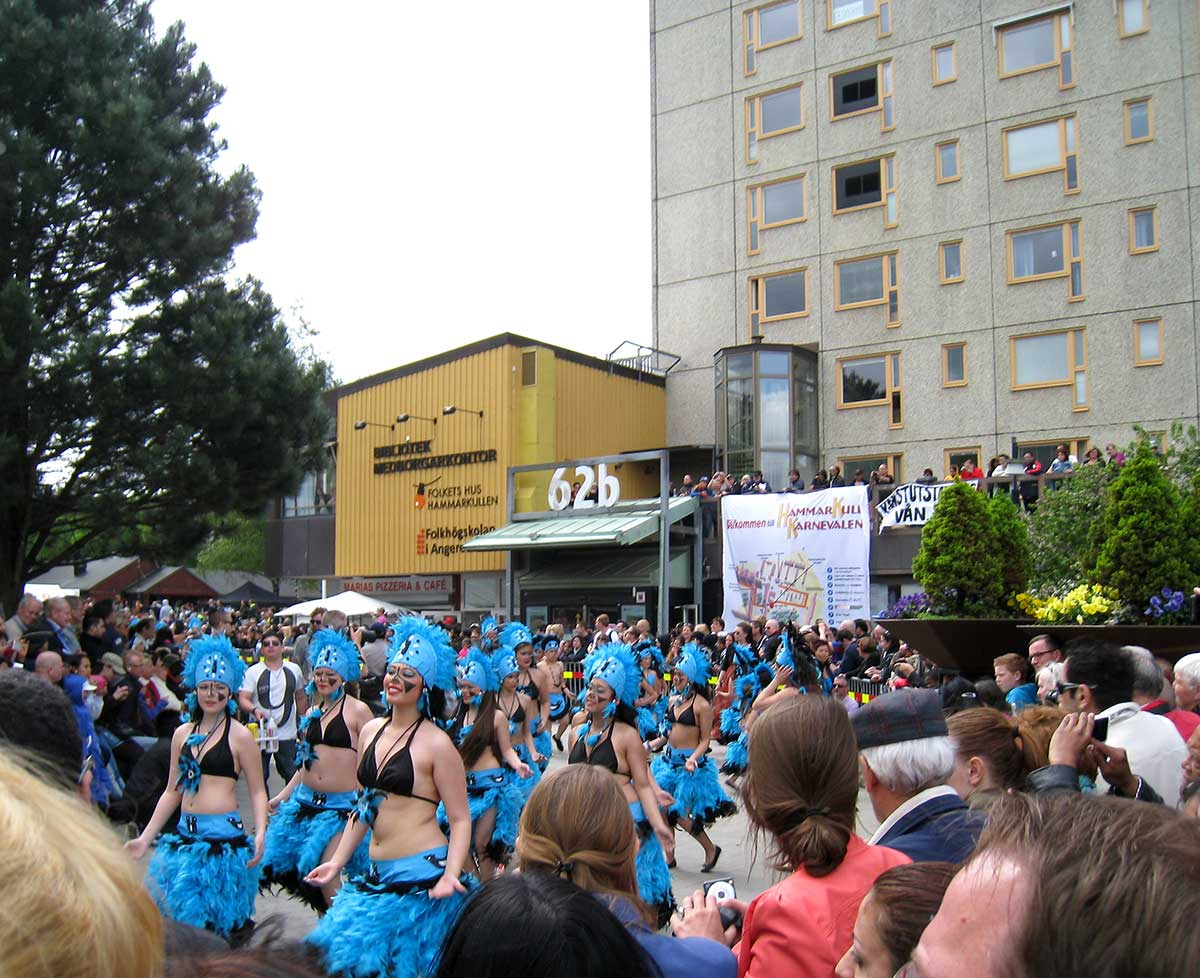
Hammarkullekarnevalen

Angered är även beteckningen på en stadsdel som förutom Angereds Centrum också innefattar primärområdena Agnesberg, Gunnilse och Rannebergen och det tidigare stadsdelsnämndsområdet Gunnared. Ytterligare stadsdelar inom stadsdelsnämndsområde är Gårdsten i norr, som innefattar primärområdet Lövgärdet och Hjällbo i söder, med primärområdena Eriksbo, Hammarkullen och Linnarhult. I de lantligare östra delarna finns stadsdelarna och primärområdena Bergum och Olofstorp.
Stadsdelsindelningen ändrades 1981 då de tidigare stadsdelarna Bergum, Högsjön, Trollsjön, Varpekärr och Vättlefjäll slogs ihop till en stadsdel med namnet Bergum. För stadsdelen Tyrsjön ändrades stadsdelsnamnet till Olofstorp. Samtidigt genomfördes vissa mindre gränsjusteringar i området. Angereds areal minskades därmed med 274 hektar.

## Nyckeltal
Nyckeltalen redovisar statistik som beskriver Göteborg och dess 96 delområden, primärområden, per den 31 december och kan användas för att jämföra de olika områdena. Nedan redovisas uppgifter för primärområdet och jämförelse görs mot uppgifterna för hela kommunen.
|                                                           | Angered    | Hela Göteborg |
| --------------------------------------------------------- | ---------- | ------------- |
| Folkmängd                                                 | 54 359     | 579 281       |
| Befolkningsförändring 2018–2019                           | +601       | +7 413        |
| Andel födda i utlandet                                    | 53,2 %     | 27,5 %        |
| Andel utrikes födda eller med två utrikes födda föräldrar | 76,2 %     | 37,0 %        |
| Medelinkomst                                              | 228 000 kr | 318 400 kr    |
| Arbetslöshet                                              | 12,2 %     | 5,8 %         |
| Antal ersatta dagar från F-kassan per person (16-64 år)   | 26,4       | 21,1          |
| Andel med eftergymnasial utbildning (minst 3 år)          | 16,3 %     | 36,6 %        |
| Andel bostäder byggda 1971–1980                           | 39,6 %     |               |
| Andel bostäder i allmännyttan                             | 54,9 %     | 26,2 %        |
| Antal färdigställda bostäder 2019                         | 348        |               |
| Andel bostäder i småhus                                   | 23,7 %     | 18,7 %        |

## Natur och djur

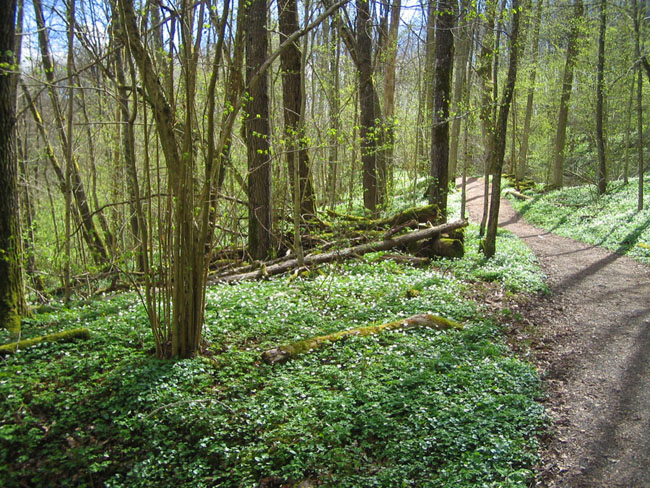
Vitsippor i Linnarhult

Genom Angered rinner Lärjeån, som bildar en slingrande ravin genom gammalt kulturlandskap. I norr finns Vättlefjäll, ett skogsområde med kanot- och vandringsleder. I de branta slänterna utmed Lärjeån har under åren ett flertal jordskred inträffat, varav det mest omfattande anses ha ägt rum mitt för nuvarande Linnarhults villaområde, den 16 september 1730.
I den sydöstra delen av kommunen ligger sjöarna Bredvattnet, Långvattnet och Smörvattnet.
Den sista björnen sköt man 1750 och ännu i slutet av 1800-talet strövade varg och lo i området.

## Utbildning

### Römosseskolan
Römosseskolan är en muslimsk friskola i Angered med undervisning från förskoleklass till årskurs 9. Verksamhet startades 1998 och huvudman för skolan är Föreningen Islamiska Skolan i Göteborg. Verksamheten är förlagd på två enheter i Gårdsten samt Rannebergen. Skolan har cirka 400 elever samt cirka 65 anställda. Den moderate riksdagsmanen Abdirizak Waberi var tidigare dess rektor. Enligt en studie beställd av Nämnden för statligt stöd till trossamfund år 2014 var flera av de centrala aktörerna i Sveriges Muslimska Stiftelse som driver Göteborgs moské även aktiva i Islamiska informationsföreningen (IIF) och i skolan. Skolan könsegregerar skolidrotten från och med fjärde klass. Undervisning i hälsa är könssegregerad tillika med vissa andra ämnen.

## Kommunikationer

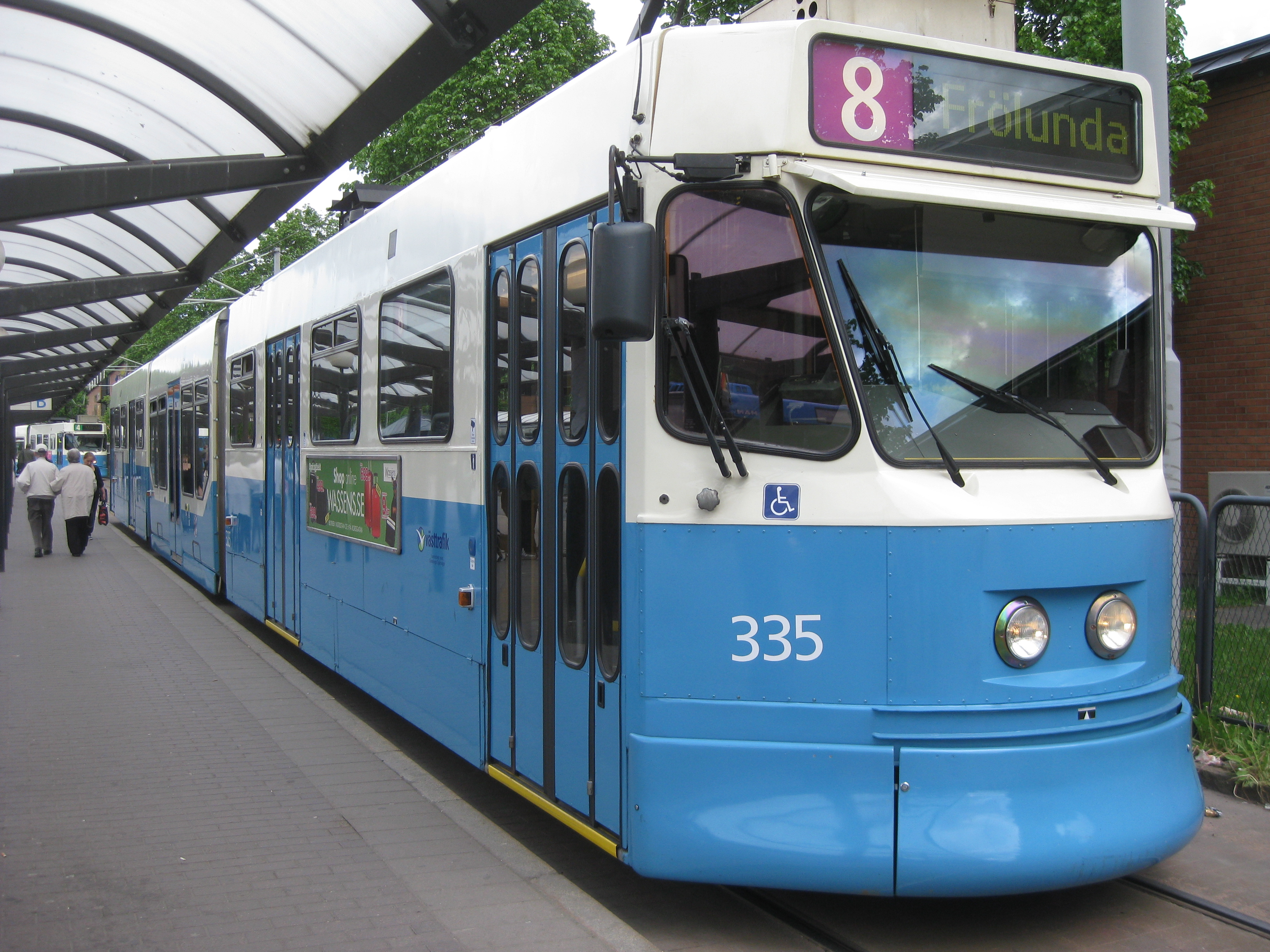
Spårvagn vid Angered Centrum

- Angered trafikeras med spårvagnar på Angeredsbanan, linjerna 4, 8 och 9. Spårvägen har samma sträckning som den tidigare Västgötabanan fram till spårkorset innan hållplatsen Hjällbo. Därefter följer Hammarkullens hållplats i tunnel, Storås och ändhållplatsen Angereds Centrum.
- Angeredsbron förbinder Angered med Hisingen.
- Europaväg 45 passerar mellan Göta Älv och Angered. Från E45 utgår Länsväg 190 som passerar från Hjällbo, Eriksbo, Linnarhult, Ekered och Angereds kyrkby för att sedan fortsätta mot Gråbo och Alingsås.

## Industri
- Estrella, fabrik för produktion av tilltugg, invigd 1983.

## Idrott
I april 2013 invigdes Angered arena, en idrottsanläggning med bland annat bad, ishall och gym.

## Kända personer från Angered
- Jeffrey Aubynn, Gårdsten - fotbollsspelare
- Inday Ba, Hjällbo - skådespelerska
- Marcus Birro, Lövgärdet - författare
- Peter Birro, Lövgärdet - författare
- Jennifer Brown, Gårdsten - sångerska
- Bo Börjesson, Linnarhult - fotbollsspelare
- Dead by April Rannebergen - metal-band
- Nabila Abdul Fattah, Hammarkullen - rappare
- Amine Gülse - skådespelerska
- Per Herngren - fredsaktivist och tränare i civil olydnad
- Fortesa Hoti, Lövgärdet - skådespelerska
- Carl-Einar Häckner, Gårdsten - underhållningsartist
- Alhaji Jeng, Lövgärdet - friidrottare, TV-profil
- Patrik Klüft, Gårdsten - friidrottare
- Jens Lekman, Hammarkullen - popmusiker
- Javiera Muñoz, Hjällbo - sångerska
- Andy La Rocque, Rannebergen - gitarrist
- Christian Olsson, Gårdsten - friidrottare
- Laleh Pourkarim, Hammarkullen - sångerska och skådespelare
- Martin Rolinski, Hammarkullen - sångare
- Tobias Sana, Lövgärdet - fotbollsspelare
- Yannick Tregaro, Rannebergen & Hammarkullen - friidrottstränare
- Andres Vasquez, Trädgårdsgärdet / Rannebergen - fotbollsspelare
- Abdirizak Waberi - riksdagsledamot
- Beatrice Fihn - generalsekreterare
- Asme, Hammarkullen - rappare
- Adil titi, Rannebergen - fotbollsspelare
- Harun Ibrahim, Gårdstenberget - fotbollsspelare